# Фикароло
Фикаро̀ло (на италиански: Ficarolo, на местен диалект: Figaròl, Фигарол) е малко градче и община в Северна Италия, провинция Ровиго, регион Венето. Разположено е на 10 m надморска височина. Населението на общината е 2609 души (към 2012 г.).